# Pršurići
Pršurići – wieś w Chorwacji, w żupanii istryjskiej, w gminie Višnjan. W 2011 roku liczyła 62 mieszkańców.